# Silvina Bottaro
Silvina Bottaro (Córdoba, Argentina, 1945) es una artista plástica de Argentina.

## Formación
En 1977 recibió el título de Licenciada en Pintura de la Escuela de Artes de la Universidad Nacional de Córdoba. Allí también cursó el Profesorado Superior en Artes Plásticas. Previamente había estudiado cuatro años de Ciencias Políticas, Sociales y Diplomacia, en la Escuela de Diplomacia de la Universidad Católica de Córdoba. 
Entre 1977 y 1989 se desempeñó como docente en la Escuela de Artes, UNC. Entre 1990 y 1998 enseñó en la Escuela Provincial de Bellas Artes Dr. Figueroa Alcorta. 
Realizó viajes por distintos países latinoamericanos como Perú, México, Bolivia, Chile y Brasil, durante los primeros años de la década de 1980, que la conectaron con las culturas precolombinas. También marca su obra un viaje a París en 1987.

## Trayectoria
Entre sus influencias se encuentran las de Antonio Monteiro, que fue su profesor en la Universidad Nacional de Córdoba, de la Tapies y las de las culturas precolombinas.
La primera etapa de su obra (entre 1971 y 1988) se caracteriza por la figuración, donde utiliza materiales como acrílicos y óleos. En la segunda etapa, denominada "americana" (desde 1988), predomina el realismo mágico y costumbrista. Aquí utiliza pinturas preparadas artesanalmente con tierras naturales. A partir de allí inicia una experimentación con materias expresivas como aserrín, arena, telas, semillas, papeles, etc. que sirven de soporte para una búsqueda antropológica de la identidad americana y lo primitivo.
Ha realizado numerosas exposiciones individuales en el Centro Cultural Floreal Gorini (2006, Buenos Aires, Argentina), en el Museo Dr. Genaro Pérez (2001, Córdoba, Argentina), en el Museo Emilio Caraffa (1997, Córdoba, Argentina), en el Centro Cultural J. Malanca (1996, Córdoba, Argentina), en el Centro Cultural Recoleta, 1991, Buenos Aires), en el Museo Octavio Pinto (1987, Villa del Totoral, Córdoba). 
Ha participado en muestras colectivas, salones nacionales, ferias internacionales y bienales, como la Bienal de Ushuaia y ArteBa en nuestro país, y en el exterior en la feria SOFA (Sculpture Objects & Functional Art Fair) en Nueva York; en la Bienal Internacional de Arte Americano en Valparaíso, en Chile y la Bienal Internacional de Florencia, en Italia. 
Ha actuado algunas veces como jurado de concursos.
Actualmente trabaja en su taller, situado en Córdoba capital.

## Reconocimientos
- 2004 Premio Adquisición, “Seguro San Cristóbal”, Salón Nacional de Pintura en Santa Fe, Argentina.
- 2000 Primer Premio. Gran Premio Adquisición, XIX Salón Nacional de Pintura PROARTE, en Córdoba, Argentina.
- 1993 Segundo Premio Adquisición Salón Nacional de Pintura de General Pico, en La Pampa, Argentina.
- 1993 Premio Mención en el Salón Nacional de Pintura, Río Gallegos, Santa Cruz.
- 1992 Premio Adquisición “Secretaría de gobierno”. Salón Nacional de Pintura Museo Dr. Genaro Pérez, Córdoba, Argentina.
- 1992 Mención Salón Municipal de Pintura Pequeño Formato. Córdoba.
- 1989 Distinción Honorífica (premio colectivo) envío Representativo de la Bienal Internacional de Arte, Valparaíso, Chile.
- 1977 Premio Adquisición “Fondo Nacional de las Artes”, Primer Salón y Premio Ciudad de Córdoba.
- 1977 Mención Concurso Plástico Rural, Malagueño, Córdoba.
- 1977 Quinto Premio Salón Provincial, Villa Carlos Paz.